# 長谷川史彦
長谷川 史彦（はせがわ ふみひこ）は、日本の化学者。東北大学名誉教授。独立行政法人製品評価技術基盤機構理事長。

## 来歴
福島県いわき市出身。1979年（昭和54年）、東北大学工学部を卒業。1981年（昭和56年）3月、東北大学大学院工学研究科資源工学専攻博士前期課程を修了し、同年4月から東北大学選鉱製錬研究所助手として勤務した。1985年（昭和60年）、新日本製鐵に入社し、同社の第一次技術研究所や先端技術研究所で勤務した。1993年（平成5年）には新エネルギー・産業技術総合開発機構に出向し、産業技術開発部国際共同研究課主査を務めた。その後、新日本製鐵技術開発企画部部長代理を務め、2000年（平成12年）4月に東北大学未来科学技術共同研究センター（NICHe）の助手に就任し、その後、助教授、副センター長、教授、センター長を歴任。NICHeでは、管理運営を担い、地域の経済団体や自治体との官民連携のプロジェクトの立ち上げに携わり、小型EV車の試作車の開発、コバルトの代わりにマンガンを用い、危険性とコストを抑えたリチウムイオン電池の開発に携わった。
2021年（令和3年）4月1日、独立行政法人製品評価技術基盤機構理事長に就任。
2023年（令和5年）4月1日、独立行政法人製品評価技術基盤機構理事長に再任。
2025年（令和7年）4月1日、独立行政法人製品評価技術基盤機構理事長に再任。

## 年譜
- 1979年（昭和54年） - 東北大学工学部卒業[2]
- 1981年（昭和56年）
  - 3月 - 東北大学大学院工学研究科資源工学専攻博士前期課程修了[3]
  - 4月 - 東北大学選鉱製錬研究所助手[3]
- 1985年（昭和60年）4月 - 新日本製鐵第一次技術研究所[3]
- 1991年（平成3年）6月 - 新日本製鐵先端技術研究所主任研究員[3]
- 1993年（平成5年）2月 - 新エネルギー・産業技術総合開発機構産業技術開発部国際共同研究課主査[3]
- 1995年（平成7年）6月 - 新日本製鐵技術開発企部部長代理[3]
- 2000年（平成12年）4月 - 東北大学未来科学技術共同研究センター助手[3]
- 2001年（平成13年）4月 - 東北大学未来科学技術共同研究センター助教授[3]
- 2003年（平成15年）10月 - 東北大学未来科学技術共同研究センター副センター長[3]
- 2004年（平成16年）4月 - 東北大学研究推進・知的財産本部研究推進室長[3]
- 2005年（平成17年）1月 - 東北大学未来科学技術共同研究センター教授[3]
- 2008年（平成20年）
  - 4月 - 東北大学産学官連携推進本部教授[3]
  - 4月 - 東北大学総長特命主幹（地域連携総括）[3]
- 2009年（平成21年）
  - 4月 - 東北大学未来科学技術共同研究センター教授[3]
  - 4月 - 東北大学未来科学技術共同研究センター副センター長[3]
- 2017年（平成29年）
  - 4月 - 東北大学未来科学技術共同研究センター長[3]
  - 8月 - 東北大学総長特別補佐[3]
- 2018年（平成30年）
  - 4月 - 東北大学産学連携機構副機構長[3]
  - 7月 - 東北大学社会連携推進室副室長[3]
- 2021年（令和3年）
  - 4月 - 東北大学名誉教授[3]
  - 4月 - 独立行政法人製品評価技術基盤機構理事長[3][6]